# König Haber
König Haber ist eine Novelle von Alfred Neumann. Sie erschien 1926 im Stuttgarter Engelhorn Verlag. Die 1930 uraufgeführte und im Druck erschienene Theater-Adaption der Novelle durch Neumann trägt den Titel Haus Danieli.

## Inhalt
Die Novelle erzählt den Aufstieg und Fall des Bankiers Moritz von Haber. Nach seinem Erscheinen in der Hauptstadt eines fiktiven deutschen Großherzogtums gibt es viele Spekulationen über seine Herkunft und über die Art seiner Geschäfte und Kontakte. Durch seinen schnellen sozialen Aufstieg, die Gunst des Großherzogs und den ihm verliehenen Freiherrntitel zieht er den Neid des Adels auf sich. Er wird zu einer grauen Eminenz im Staat und beginnt eine Affäre mit der Großherzogin. Deren Ehe blieb bisher kinderlos; die Homosexualität des Großherzogs ist in Adelskreisen ein offenes Geheimnis. Die Baroness Raven, eine Hofdame der Großherzogin, erfährt von der Beziehung. Sie wird eifersüchtig, da bisher sie (in Ermangelung geeigneter Männer am Hof) die Geliebte der Großherzogin war, und wird vorübergehend vom Hof entfernt.
Nun wird die Großherzogin von Haber schwanger. Sie bittet Haber, bei einem Arzt im Ausland eine Abtreibung zu organisieren, er überzeugt sie jedoch, das Kind zur Welt zu bringen. Er empfindet eine heimliche Freude bei dem Gedanken, dass sein Sohn Großherzog werden könnte und das ganze Land sich vor seinem „bunten Blut“ verneigen müsste. Er berichtet dem Großherzog von der Schwangerschaft und dieser entscheidet, das Kind vor der Öffentlichkeit als eigenes Kind und damit als legitimen Kronprinzen zu präsentieren. Dies wiederum schürt die Feindschaft zwischen dem Großherzog und seinem jüngeren Bruder, dem Herzog von L., dessen Sohn bisher als künftiger Thronfolger feststand.
Die Großherzogin bringt einen Sohn zur Welt, der äußerlich Haber ähnelt. Die Baroness Raven erkennt Habers Vaterschaft, sie möchte sich rächen und verrät alles an ihren Bruder sowie an den Bruder des Großherzogs. Dieser droht damit, die Sache öffentlich zu machen. Währenddessen wird der Baron Raven (der Bruder der Baroness) wegen einer schriftlichen Morddrohung gegen Haber festgenommen.
Haber kämpft nur noch für seinen Sohn, nicht mehr für sich selbst. Er weiß, dass er den Hass und Neid des Adels aushalten und vielleicht sogar mit seinem Leben einstehen muss, um die Großherzogin und das Kind zu schützen. Also reist er nach Paris, um mit dem Herzog von L. zu verhandeln. Dieser ist jedoch unter keinen Umständen bereit, auf den Thronfolgeanspruch für seinen Sohn zu verzichten, auch nicht, als Haber ihm seinen Selbstmord als Gegenleistung anbietet. Der Herzog von L. fürchtete nach der Festnahme des Barons von Raven auch um seine eigene Sicherheit und hat die Affäre und Habers Vaterschaft bereits innerhalb des Adelsbunds bekannt gemacht. Damit ist für Haber klar, dass er nur noch das Leben des Kindes, nicht mehr dessen Status als Kronprinz retten kann.
Haber kehrt nach Hause zurück und erwirkt die Freilassung des Barons Raven, um dadurch das Eingeständnis seiner Niederlage zu dokumentieren. Dieser fordert Haber zum Duell, wobei es nur scheinbar um dessen angegriffene Ehre wegen der Festnahme geht: Tatsächlich ist er vom Adelsbund beauftragt, Haber im Duell zu töten, während die Baroness Raven (die inzwischen wieder Hofdame der Großherzogin ist) das Kind töten soll. Haber bittet um Aufschub des Duells, was aber nicht gewährt wird. Er erkennt, das alles verloren ist. Er besucht ein letztes Mal die Großherzogin und das Kind im Palast. In einem unbeobachteten Moment taucht er das Kind, dessen Bad gerade vorbereitet wird, bis zum Hals in einen Krug eiskalten Wassers. Er möchte dafür sorgen, dass das Kind, dessen Schicksal bereits entschieden ist, zumindest an einer scheinbar natürlichen Ursache stirbt und niemand außer ihm die Schuld an diesem Tod tragen muss.
Am nächsten Morgen findet das Duell statt, bei dem Haber zunächst auf das Recht des ersten Schusses verzichten will und dan absichtlich daneben schießt. Offensichtlich wünscht er seinen eigenen Tod. Der Baron Raven kann dies aber anscheinend nicht mit seiner Ehre vereinbaren, erkennt vielleicht auch die Ungerechtigkeit des Plans, den er ausführen soll, und erschießt sich stattdessen selbst.
Von der Öffentlichkeit wird Haber als Mörder Ravens angesehen. Der Hass gegen ihn wächst, es kommt zu Tumulten und Protesten vor seinem Haus. Er weicht der Gefahr für sein Leben aber nicht aus. Beim Leichenzug für den Baron Raven, den er von seinem Balkon aus beobachtet, wird er aus der Menge heraus erschossen. Das Kind stirbt fünf Tage später an einer Lungenentzündung.

## Stil
Die Novelle verzichtet weitgehend auf genaue Beschreibungen der Personen und Umgebungen und besteht zu einem großen Teil aus (in direkter Rede wiedergegebenen) Dialogen, in denen in einem sehr gehobenen, komplexen Sprachstil und oft nur in Andeutungen gesprochen wird. Dadurch entsteht eine große Dichte und Spannung der Handlung, auch wenn Habers tragisches Ende mehr und mehr abzusehen ist.